# Beda Stjernschantz

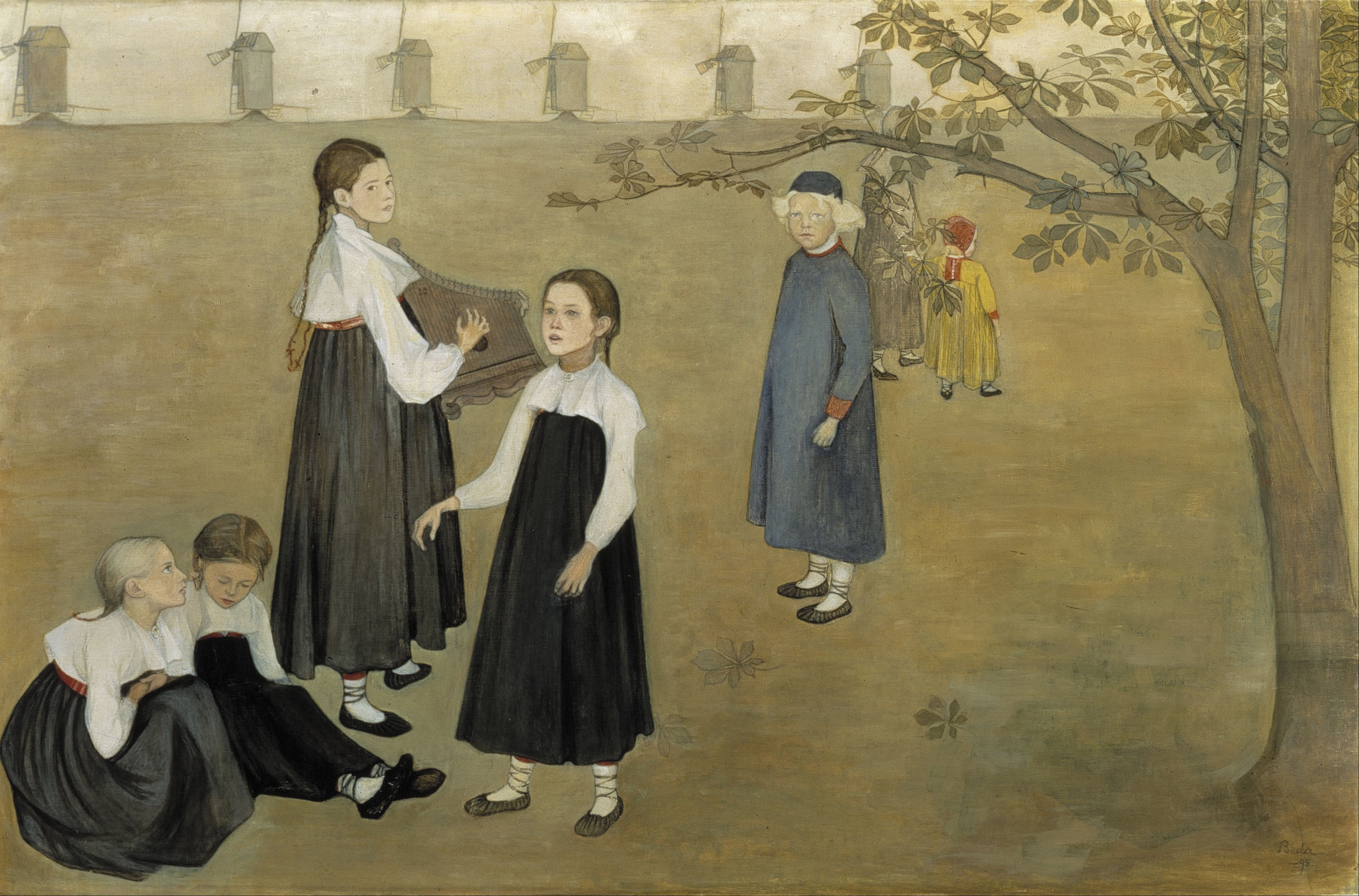
Överallt en röst oss bjuder... från 1895. Ateneum.

Beda Maria Stjernschantz, född 10 december 1867 i Borgå, död 28 maj 1910 i Helsingfors, var en finländsk målare. Liksom Akseli Gallen-Kallela, Magnus Enckell, Ellen Thesleff, Väinö Blomstedt och Hugo Simberg tillhör Stjernschantz symbolisterna.
Beda Stjernschantz föddes i en adlig familj såsom dotter till Johan Wilhelm Stjernschantz och Anna Charlotta Sirén. Hon var syster till Torsten Stjernschantz. De tillhörde den adopterade grenen av adelsätten.
Stjernschantz konstnärliga utbildning bestod i studier vid Finska Konstföreningens ritskola 1885–1889 samt privata studier under ledning av Gunnar Berndtson.